# Gare du Pontet
La gare du Pontet est une gare ferroviaire française (fermée) de la ligne de Paris-Lyon à Marseille-Saint-Charles, située sur le territoire de la commune du Pontet dans le département de Vaucluse, en région Provence-Alpes-Côte d'Azur.
Elle est mise en service en 1854 par la Compagnie du chemin de fer de Lyon à la Méditerranée (LLM). Le service des voyageurs et celui des marchandises sont fermés. 
La réouverture de la gare pour une desserte ferroviaire voyageurs et l'utilisation de son espace marchandises comme terminus de l'une des lignes du nouveau Tramway d'Avignon sont en projet.

## Situation ferroviaire
Établie à 25 mètres d'altitude, la gare du Pontet est située au point kilométrique (PK) 735,820 de la ligne de Paris-Lyon à Marseille-Saint-Charles entre les gares de Sorgues - Châteauneuf-du-Pape et d'Avignon-Centre.
Derrière la gare, un faisceau de voies de service inutilisées dessert en impasse l'ancienne halle à marchandises.

## Histoire
C'est en 1852 que se précise le passage d'une section de Lyon à Avignon, de la ligne de chemin de fer allant de Paris à Marseille, dans le quartier du Pontet sur le territoire de la commune d'Avignon. La commission d'enquête pour l'emplacement de « l'embarcadère de Sorgues » ne soulève pas d'opposition ; il doit y être construit un bâtiment de type « station de 3e classe ». Le chantier ouvre, à la fin du mois d'octobre 1853 ; la presse locale relate que la construction du bâtiment a débuté : les murs ont déjà un mètre cinquante de haut.
La station du Pontet est mise en service le 29 juin 1854 par la Compagnie du chemin de fer de Lyon à la Méditerranée (LLM), lorsqu'elle ouvre à l'exploitation la section d'Avignon à Valence de sa ligne de Lyon à Avignon.
En 1875, on y installe une bascule à charrettes de 10 tonnes.
La « gare du Pontet » figure dans la nomenclature 1911 des gares, stations et haltes, de la Compagnie des chemins de fer de Paris à Lyon et à la Méditerranée (PLM). Elle porte le no 14 de la ligne de Paris à Marseille et à Vintimille. C'est une gare qui dispose des services complets, de la grande vitesse (GV) et de la petite vitesse (PV).
La desserte de la gare par des trains de voyageurs est fermée, sans doute, vers le milieu du XXe siècle. Le bâtiment voyageurs, qui conserve une activité de vente des titres de transport, est fermé dans les années 1990 lors du transfert de ce service dans une boutique SNCF installée au centre commercial Avignon-Nord.

## Service des voyageurs
La gare est fermée au service des voyageurs.

## Service des marchandises

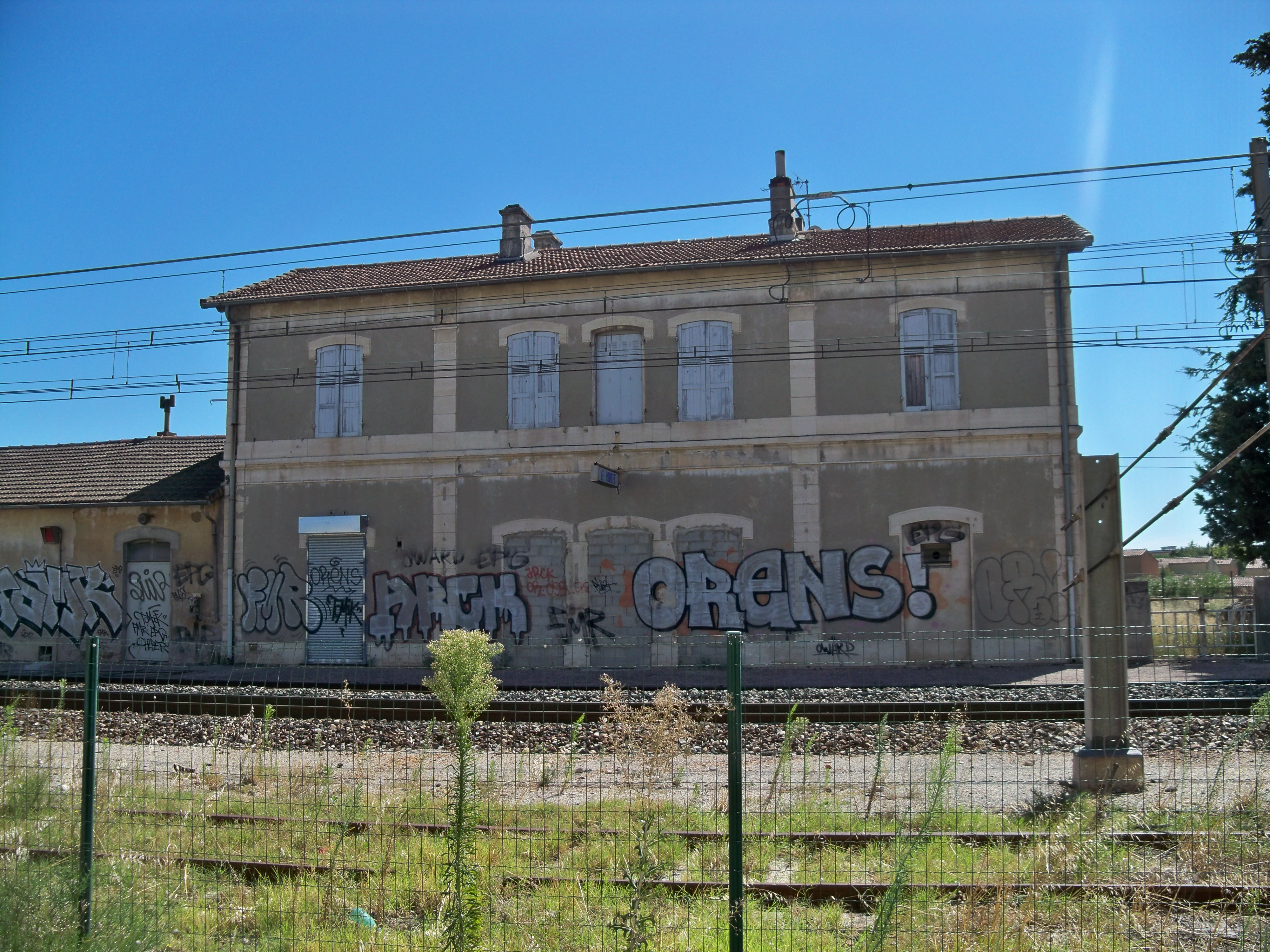
Gare du Pontet, Vaucluse, en 2013.

La gare est fermée au service des marchandises de Fret SNCF depuis le 1er février 2006.

## Patrimoine ferroviaire
Sur le site de la gare, subsistent le bâtiment voyageurs ouvert en 1854, la halle à marchandises et la maison du garde barrière du passage à niveau 431 ouvert pendant les travaux de construction en 1853, inutilisés et fermés.

## Gare et cartes postales
Des photos de la gare ou de son environnement ferroviaire illustrent des cartes postales du début du XXe siècle, notamment :
- « Le Pontet (Vaucluse) - La Gare », éditions artistiques J. Brun & Cie, Carpentras
- « Le Pontet, près Avignon : La Gare et maisonnette de passage à niveau de la route de Sorgues », Collections artistiques « Lux » - Lang fils ainé, phot. édit. Montélimar-Orange, édition Dausset
- « Le Pontet - Avenue de la Gare », éditions Dausset

## Projets
(août 2013).
La gare du Pontet est incluse dans plusieurs projets qui proposent notamment sa réouverture au service ferroviaire, l'utilisation de la surface inutilisée de sa gare marchandises pour devenir le terminus de la future ligne T2 de tramway d'Avignon (en 2025), de l'aménagement d'un nouveau parc relais et d'être le centre d'une vaste réhabilitation du quartier.